# بييتا (فلم)
بييتا (بالكورية: 피에타) هو فيلم سينمائي كوري جنوبي طرح في صالات العرض في عام 2012. من تأليف وإخراج كيم كي دوك. عنوان الفيلم بييتا مشتق من اللغة الإيطالية (بالإيطالية: Pietà) وتعني (التقوى، شفقة).
يصور الفيلم العلاقة الغامضة بين رجل شرس يعمل في مجال إقراض المال (هامور قروض) وبين امرأة في منتصف العمر تدعي أنها أمه. في حبكة تخلط بين الرمزية إلى المسيحية ومحتوى جنسي مفرط.
عرض الفيلم عالميا لأول مرة ضمن الأفلام المتسابقة في مهرجان البندقية السينمائي الدولي رقم 69، حيث فاز بجائزة الأسد الذهبي. وهذا هو أول فوز لفيلم كوري يحرز الجائزة الكبرى في واحدة من المهرجانات السينمائية الدولية الثلاث الكبرى - مهرجان البندقية، ومهرجان كان السينمائي وأخيرا مهرجان برلين السينمائي 

## روابط خارجية
- مقالات تستعمل روابط فنية بلا صلة مع ويكي بيانات